# Neanotis
Neanotis är ett släkte av måreväxter. Neanotis ingår i familjen måreväxter.

## Dottertaxa tillNeanotis, i alfabetisk ordning[1]
- Neanotis boerhavioides
- Neanotis calycina
- Neanotis carnosa
- Neanotis decipiens
- Neanotis formosana
- Neanotis gracilis
- Neanotis hirsuta
- Neanotis hondae
- Neanotis indica
- Neanotis ingrata
- Neanotis kwangtungensis
- Neanotis lancifolia
- Neanotis latifolia
- Neanotis longiflora
- Neanotis monosperma
- Neanotis montholonii
- Neanotis nummularia
- Neanotis nummulariformis
- Neanotis oxyphylla
- Neanotis prainiana
- Neanotis rheedei
- Neanotis rhombicarpa
- Neanotis richardiana
- Neanotis ritchiei
- Neanotis sahyadrica
- Neanotis subtilis
- Neanotis thwaitesiana
- Neanotis trimera
- Neanotis tubulosa
- Neanotis urophylla
- Neanotis wightiana